# Сянув (гміна)
Гміна Сянув (пол. Gmina Sianów) — місько-сільська гміна у північно-західній Польщі. Належить до Кошалінського повіту Західнопоморського воєводства.
Станом на 31 грудня 2011 у гміні проживало 13649 осіб.

## Територія
Згідно з даними за 2007 рік площа гміни становила 226.78 км², у тому числі:
- орні землі: 47.00%
- ліси: 44.00%

Таким чином, площа гміни становить 13.59% площі повіту.

## Населення
Станом на 31 грудня 2011:
| Опис     | Загалом | Загалом | Чоловіки | Чоловіки | Жінки | Жінки |
| -------- | ------- | ------- | -------- | -------- | ----- | ----- |
| одиниця  | осіб    | %       | осіб     | %        | осіб  | %     |
| все      | 13649   | 100     | 6752     | 49.47    | 6897  | 50.53 |
| міське   | 6667    | 100     | 3229     | 48.43    | 3438  | 51.57 |
| сільське | 6982    | 100     | 3523     | 50.46    | 3459  | 49.54 |

## Сусідні гміни
Гміна Сянув межує з такими гмінами: Бендзіно, Дарлово, Малехово, Маново, Мельно, Полянув.